# Constantin von Economo
Constantin von Economo, né le 21 août 1876 à Brăila dans les Principautés unies de Moldavie et de Valachie et mort le 21 octobre 1931 à Vienne, est un neurologue autrichien d’origine roumaine et d'ascendance grecque. Il est principalement connu pour avoir décrit en 1917 l'encéphalite léthargique, dite aussi maladie de von Economo-Cruchet, et pour la réalisation d'un atlas cytoarchitectonique du cortex cérébral publié en 1925.

## Biographie
Constantin von Economo, dont le nom complet est Constantin Alexander Economo Freiherr (Baron) von San Serff, est né dans la ville roumaine Brăila, de parents issus de l’aristocratie grecque aisée. Peu après sa naissance sa famille s’installe à Trieste, alors ville austro-hongroise, où il est élevé. C’est en lisant l’ouvrage paru en 1864, Génie et Folie de Cesare Lombroso qu’il se sent attiré par la médecine, mais après ses études secondaires au lycée de Trieste en 1893, son père l’oblige à commencer des études d’ingénieur. Ce n’est qu’après deux ans qu’il est autorisé à s’inscrire en médecine. Durant ses études il est successivement démonstrateur à l'Institut d'histologie dirigé par Anton von Rosenstein (1842-1925), puis assistant à l’Institut de physiologie dirigé par Siegmund Exner (1846-1926).
Après avoir obtenu son doctorat à Vienne en 1901, il va passer une année de formation spécialisée à la clinique universitaire de Nothnagel. Il vient ensuite à Paris, où il reste une année, pour se spécialiser en psychiatrie chez Valentin Magnan et en neurologie chez Pierre Marie. Il se rend ensuite à Strasbourg chez Albrecht Bethe (de), le père du futur prix Nobel de physique 1967 Hans Bethe, et à Munich chez Emil Kraepelin.
En 1906, il revient à Vienne et y devient l'assistant de Julius Wagner von Jauregg (1857-1940) en clinique psychiatrique. Il est aussi durant cette période pilote d’aérostat et en 1908 parmi les premiers aviateurs autrichiens. Étant détenteur d’un brevet de pilote, il sert durant la Première Guerre mondiale sur le front du sud-tyrolien et reçoit plusieurs décorations. En 1916, il est rappelé à Vienne afin de prendre part aux soins des traumatisés crâniens dans la clinique de Wagner von Jauregg. C’est à ce moment qu’il commence ses études sur l'encéphalite épidémique.
Constantin von Economo est nommé professeur associé de psychiatrie et de neurologie en 1913 et en 1921 professeur titulaire extraordinaire. En 1920, il épouse la fille d’un général autrichien, le prince Alois von Schönburg-Hartenstein. En 1928, il décline l’offre de prendre la succession de Wagner von Jauregg comme directeur de la clinique de Psychiatrie et de Neurologie de Vienne désirant poursuivre ses travaux de recherche sans avoir à s’occuper de tâches administratives.
En 1931, il devient directeur de l’institut de recherche sur le cerveau nouvellement créé en relation avec la clinique de psychiatrie, mais il meurt soudainement d’une crise cardiaque quelques mois seulement après la fondation de l’institut.
Constantin von Economo est l'auteur de vingt-sept publications[réf. nécessaire], dont un livre sur l'encéphalite léthargique paru en 1929, une année après le travail de Jean-René Cruchet.

## Éponymie
Constantin von Economo a laissé son nom à l'encéphalite léthargique, décrite simultanément par le Français Jean-René Cruchet (maladie de von Economo ou de von Economo-Cruchet). Cette maladie du système nerveux central qui s’est répandue sur un mode épidémique en 1915 et 1924 principalement en Europe et en Amérique du Nord, se caractérise pour sa forme la plus répandue, par une importante somnolence (léthargie) d’où son nom de « maladie du sommeil européenne » (par opposition à la maladie du sommeil africaine ou trypanosomiase), des douleurs musculaires (myalgies), une fièvre, un état stuporeux, une ophtalmoplégie et une faiblesse (parésie) des membres. Deux autres formes ont été décrites par von Economo : une forme hyperkinétique (associée à un insomnie) et une forme akinétique, dite parkinsonisme postencéphalitique.
En neurosciences, le nom de von Economo est associé à son opus magnum Die Cytoarchitektonik der Hirnrinde des erwachsenen Menschen (« La cytoarchitectonie du cortex cérébral de l'homme adulte ») édité en 1925 avec Georg Koskinas. C'est dans ce travail d'histologie qu'il fait la description des neurones en fuseau appelés également neurones de von Economo.